# Роккенгаузен
Роккенгаузен (нім. Rockenhausen) — місто в Німеччині, розташоване в землі Рейнланд-Пфальц. Входить до складу району Доннерсберг. Центр об'єднання громад Роккенгаузен.
Площа — 36,83 км2. Населення становить 5373 ос. (станом на 31 грудня 2020).

## Галерея

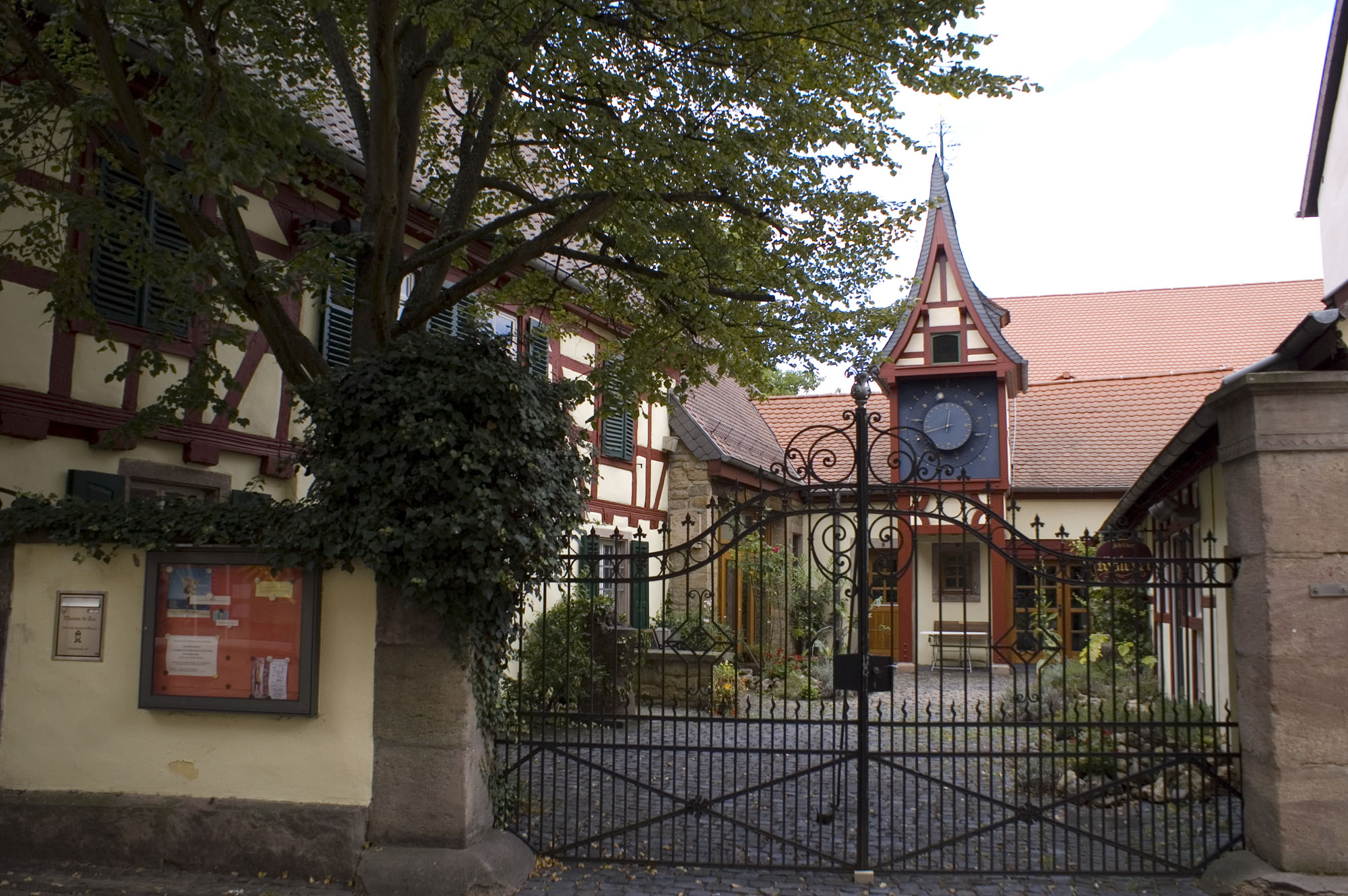
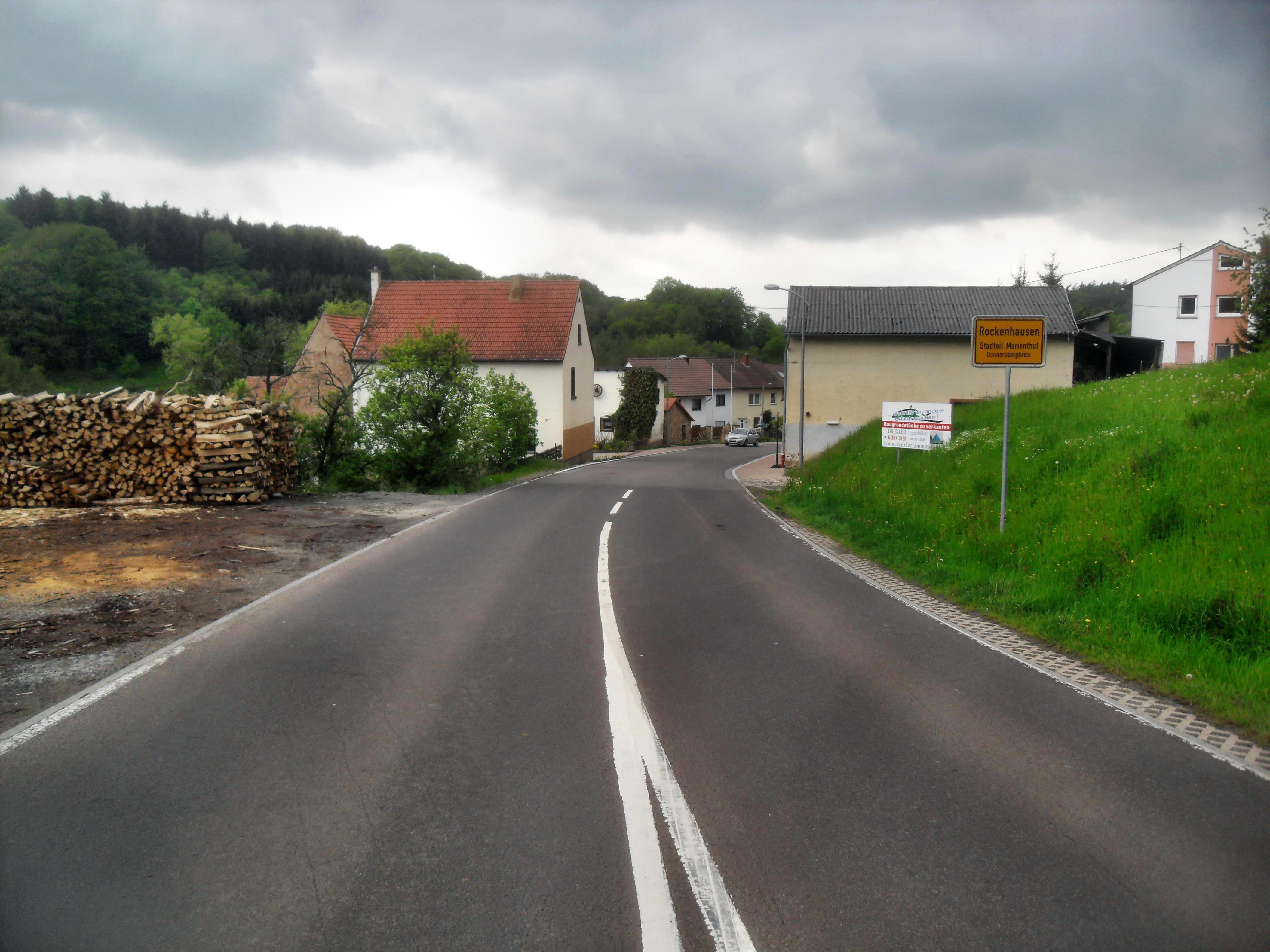